# Нідеркаппель
Нідеркаппель (нім. Niederkappel) — комуна  (нім. Gemeinde)  в Австрії, у федеральній землі Верхня Австрія. 
Входить до складу округу Рорбах.  Населення становить 1018 чоловік (станом на 31 грудня 2005 року). Займає площу 23 км². Офіційний код - 41322.

## Політична ситуація
Бургомістр комуни — Рудольф Керер (АНП) за результатами виборів 2003 року.
Рада представників комуни (нім. Gemeinderat) складається з 13 місць.
- АНП займає 9 місць.
- СДПА займає 3 місця.
- АПС займає 1 місце.